# Asen (mythologie)

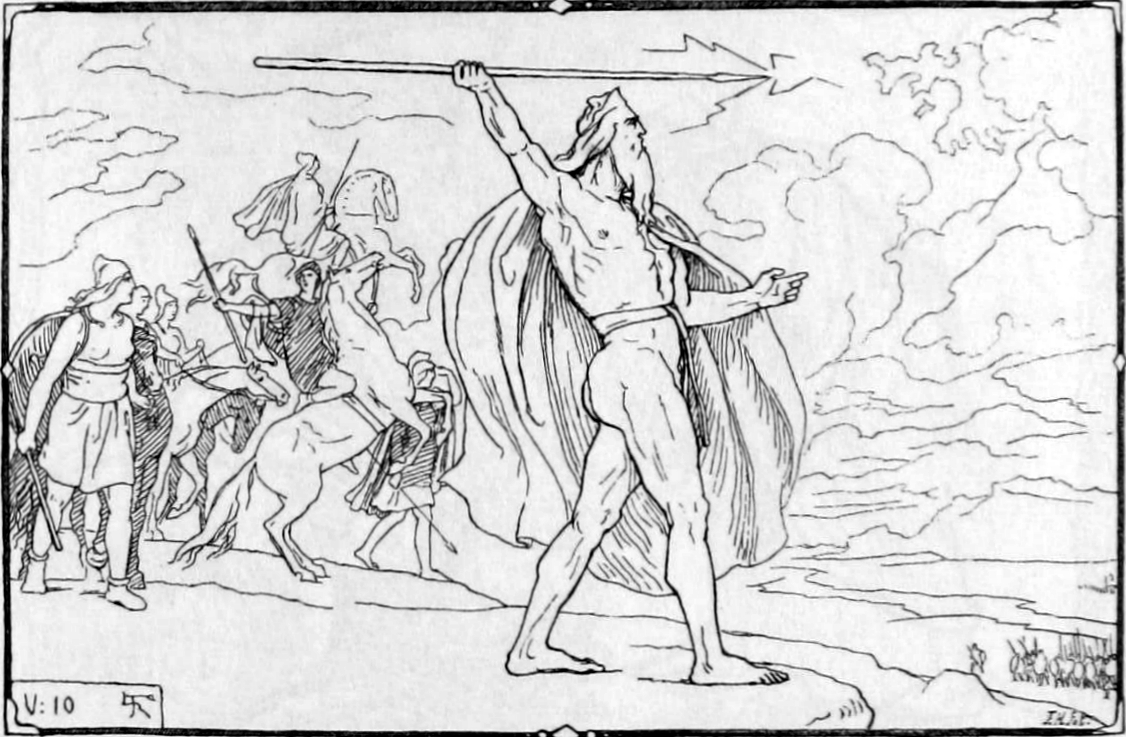
Odin gooit een speer richting de Wanen, 1895

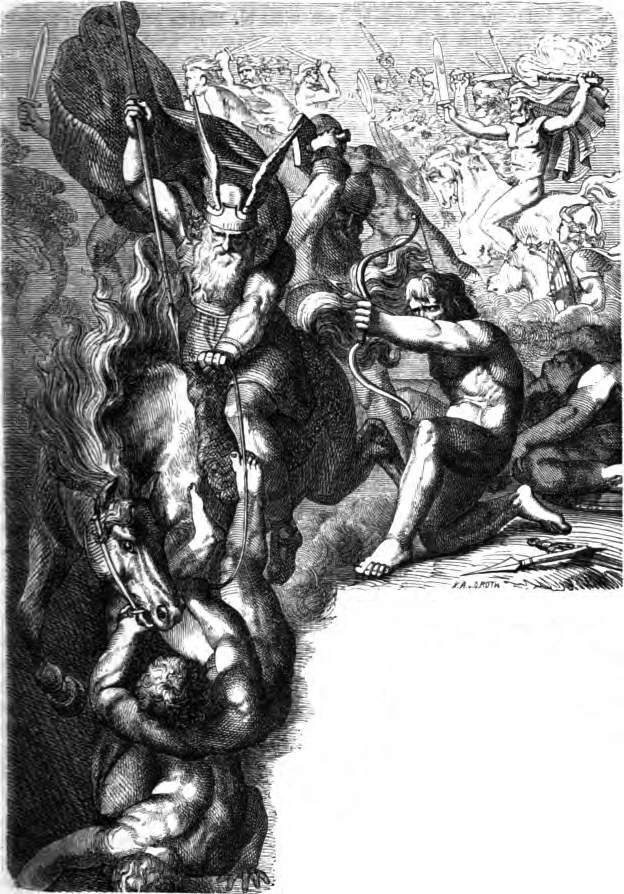
De Asen vechten tegen de Wanen

De Asen (Oudnoords: Æsir) zijn de volgelingen van Odin. Volgens Snorri Sturluson, de belangrijkste, middeleeuwse vertolker van de mythen, betekent Aesir 'volk van Asia'. Zij staan tegenover de Wanen, die vooral als vruchtbaarheidsgoden worden gezien. Deze beide godenfamilies zijn ontstaan nadat Odin, Vili en Ve de wereld hadden geschapen. Odin was nog niet tevreden, maar zijn broers wel, die wilden gaan rondtrekken in hun schepping. Zo zijn de twee godengeslachten ontstaan.

## Azië
'[Het land] ten oosten van de Tanakvísl (Don) in Asia was bekend als Ásaland [land van de aesir] of Ása-heimr [wereld van de aesir], en de voornaamste burcht in het land noemden zij Ásgard.' (begin hoofdstuk twee van de Ynglinga saga van Snorri)

## Etymologie
Aesir is meervoud, áss is enkelvoud, ásynjur zijn de vrouwelijke aesir, asynja is een vrouwelijke áss. Etymologisch lijkt áss afgeleid te zijn van de Indo-Europese wortel, die 'adem' betekent en geassocieerd kan worden met leven en leven gevende krachten. Een afwijkende etymologie associeert het woord met koningschap en 'goden binden', parallel aan de termen bönd en höpt. Het lijkt ook op het Oud-Engelse os (god, godheid) en anses (halfgoden).

## Asen en Elven
De aesir worden als groep aangeduid in onder meer de Thrymskvida. Ze worden in een formule vaak tegelijk genoemd met de álfar (elven), zoals in Völuspa (stanza 48): 'Hoe staat het met de aesir,/hoe staat het met de elven?'. Dergelijke formules komen ook voor in Grímnismál, Skírnismál en Lokasenna.

## Ása-Thor
Thor is ook Ása-Thor (Thor van de aesir). Hij is de enige god wiens naam op deze manier wordt uitgebreid en er wordt wel gedacht dat hij daarom als beste van de aesir werd gezien.

## Oorzaak van de oorlog
Later, maar 'aan het begin van de tijd', zouden er ruzies tussen beide families ontstaan, onder andere omdat de Asen een muur wilden bouwen om Asgard te beschermen. De Wanen wilden dit niet omdat dit hun vrije doorgang zou belemmeren (de Wanen trokken namelijk rond, zij bleven niet op één plaats). Zo ontstond er een oorlog tussen de Asen en de Wanen. De oorlog is bekend van Völuspa en van Snorri's Ynglinga saga in zijn Heimskringla en de Skáldskaparmál van zijn Edda.
Volgens de Völuspa (stanza 21-24) zouden de aesir Gullveig (gouddrank of goudvergiftiging, goudroes), toen ze bij hen kwam, met brandende speren hebben doorstoken en in de 'hal van Hár' hebben verbrand. Driemaal werd ze verbrand, driemaal werd ze herboren. Ze werd Heid (mogelijk 'stralend') genoemd, ze was een zieneres en tovenares die werkte met seid (voorspellingskunst, magie) en was altijd 'het plezier van elke slechte vrouw'. De heiligste goden moesten beslissen of hiervoor alleen de aesir bestraft moesten worden of dat alle goden moesten boeten.
Odin wierp zijn speer in het leger van zijn tegenstanders (de vanir) en de beschermingsmuur van Asgard, de burcht van de aesir, was gebroken. De vanir waren ook vaardig in het oorlogvoeren.

## Verzoening
Later zouden beide families zich verzoenen en Kvasir in het leven roepen om hen te helpen de vrede te bewaren door tussen beide families als bemiddelaar te fungeren. Kvasir was het resultaat van het speeksel van de aesir en van de vanir, vermengd in een ketel. Van Kvasir kwam de 'mede van de poëzie', waarvan de skalden (poëten) later zouden drinken (vandaar mogelijk kvas).
Bovendien zouden de beide families 'gijzelaars' uitwisselen. Enkele van de Asen zouden bij de Wanen gaan wonen en omgekeerd. Zo zouden Njord met zijn dochter Freya en zoon Freyr naar de Asgard verhuizen en is onder andere Honir en Mimir met de Wanen gaan rondtrekken. Omdat Honir niet tot leiderschap in staat was zonder Mimir te raadplegen, werd Mirmir onthoofd en terug naar de aesir gestuurd. Odin wist het hoofd van Mimir te behouden en het vertelde hem van vele geheime zaken. Freya onderwees de aesir als eerste in de kunst van seid.

## Twaalf asen
Twaalf belangrijke Aesir zijn: Odin, Thor, Baldr, Tyr, Bragi, Heimdall, Hod, Vidar, Vali, Ull, Forseti en Loki.